# Gran maestre de la Orden Teutónica
El Gran Maestre (en alemán: Hochmeister; en latín: Magister generalis) es la máxima autoridad de la Orden Teutónica, orden militar de la Iglesia católica. Hochmeister, que literalmente significa "Alto Maestre", se emplea únicamente para referirse al maestrazgo de la Orden Teutónica. En alemán, Großmeister ("Gran maestre") se emplea para referirse a los líderes de las demás órdenes de caballería.

## Historia
Una versión primitiva del título era Magister Hospitalis Sancte Marie Alemannorum Hierosolimitani. Desde 1216, se empleó la fórmula Magister Hospitalis Domus Sancte Marie Theutonicorum Hierosolimitani ("Maestre de la Casa Hospital de Santa María de los Teutones en Jerusalén").
El maestre era elegido por un capítulo general formado por los caballeros más notables de la Orden, que elegía un colegio electoral formado por siete caballeros, cuatro sargentos y un sacerdote. Una vez era elegido un candidato por mayoría simple, debía ser apoyado con unanimidad. El proceso duraba unos tres meses. Los candidatos al maestrazgo debían tener experiencia administrativa en la Orden y, solían ser elegidos por mérito antes que por linaje. Con el declive de la Orden en el siglo XV, esta cayó en manos de poderosos príncipes alemanes de las casas de Wettin y Hohenzollern, como Federico de Sajonia y Alberto de Brandeburgo-Ansbach.
Cuando la Orden tenía su sede en Acre en Outremer, los maestres pasaban mucho tiempo en las cortes imperial y pontificia. Tras la caída de Acre en 1291, la Orden se trasladó a Prusia, donde lideró las Cruzadas del Norte y alcanzó la cumbre de su poder, formando un poderoso y extenso Estado monástico militar (Ordenstaat), miembro de la Liga Hanseática. En 1309 la sede de la Orden se trasladó de Venecia a Marienburgo.
Este Estado perduró hasta la conversión al luteranismo del Gran Maestre Alberto de Brandeburgo-Ansbach en 1525. Con la secularización de la Orden, su territorio se convirtió en el Ducado de Prusia. Pese a ello, la Orden mantuvo sus posesiones en Alemania y el Estado semiautónomo de Livonia. Debido a ello, los cargos de Hochmeister y Deutschmeister fueron combinados al acceder al maestrazgo Walter von Cronberg, nombrado por el emperador Carlos V. Esta dualidad perduró hasta 1923.
Actualmente, la Orden Teutónica clerical tiene su Gran Maestre y la dinástica el suyo diferenciado.